# Eulophus thespius
Eulophus thespius är en stekelart som beskrevs av Walker 1839. Eulophus thespius ingår i släktet Eulophus och familjen finglanssteklar. Arten är reproducerande i Sverige. Inga underarter finns listade i Catalogue of Life.